# Acide alpha-éléostéarique
L'acide α-éléostéarique, ou plus simplement acide éléostéarique, est un acide gras polyinsaturé possédant un système conjugué de trois doubles liaisons.
L'acide alpha-éléostéarique correspond à l'acide cis,trans,trans-Δ9,11,13 octadécatriénoïque (18:3). Il constitue environ 80 % des acides gras de l'huile de tung, et environ 60 % de ceux de l'huile de margose.